# Oral Fixation Vol. 2
Albums de Shakira
Fijación Oral Vol. 1 She Wolf
Singles
1. Don't Bother
Sortie : 4 octobre 2005
2. Hips Don't Lie
Sortie : 27 février 2006
3. Illegal
Sortie : 6 novembre 2006

Oral Fixation, sorti le 29 novembre 2005, est le deuxième volume du sixième opus de Shakira. Le premier volume, Fijación Oral Vol.1, est tout en espagnol  alors que celui-ci est en anglais.

## Différentes éditions
L'édition de base est composée de onze titres.
À la suite d'une rencontre avec Wyclef Jean, Shakira et le chanteur décident de faire une chanson Hips Don't Lie (dont l'introduction est un sample de Amores Como el Nuestro de Jerry Rivera) qui vient s'ajouter à la réédition sortie le 28 mars 2006. Cette deuxième édition est, suivant les pays, accompagnée d'un titre bonus. En Europe c'est la version alternative de La Tortura où Shakira chante en anglais dans le refrain. Aux États-Unis, c'est le remix de Don't Bother de Junior Sanchez. Pour les deux éditions, la couverture de l'album est la même.
Fin 2006, l'album ressort accompagné du volume 1, Fijación Oral et d'un DVD bonus contenant notamment des clips vidéo de La Tortura et Hips Don't Lie.

## Titres

### Première édition
1. How Do You Do?
2. Don't Bother
3. Illegal (feat. Carlos Santana)
4. The Day and the Time (feat. Gustavo Cerati) version anglaise de Dia Especial
5. Animal City
6. Dreams For Plans
7. Hey You
8. Your Embrace
9. Costume Makes the Clown
10. Something version anglaise de En Tus Pupilas
11. Timor

### Réédition
1. How Do You Do
2. Illegal (feat. Carlos Santana)
3. Hips Don't Lie (feat. Wyclef Jean)
4. Animal City
5. Don't Bother
6. The Day and the Time (feat. Gustavo Cerati)
7. Dreams For Plans
8. Hey You
9. Your Embrace
10. Costume Makes the Clown
11. Something
12. Timor
13. La Tortura (feat. Alejandro Sanz) [Alternate Version] ou Don't Bother [Junior Sanchez Radio Mix]

## Controverse
L'album ne reçoit pas de chaudes acclamations au Moyen-Orient par les gouvernements à cause de la chanson How Do You Do? Ce titre parle de religion et Shakira critique les guerres qui y sont liées. C'est pour cela que la chanson est retirée de l'album. De plus sa couverture est jugée trop provocante, alors tout le corps de Shakira est recouvert de feuilles.
En Indonésie, Timor qui parle d'une guerre civile qui a eu lieu sur l'île éponyme (dans la partie orientale) change de titre. Elle est nommée It's Allright, paroles qui reviennent avant chaque refrain de la chanson originelle.

## Classements et ventes
L'album débute à la cinquième place sur le chart Billboard 200, vendant 128 000 copies aux États-Unis durant la première semaine. Quand l'album est réédité, il grimpe de 92 place au Billboard 200, passant de la 98e à la sixième place. Il se vend à 81 000 copies la première semaine, ce qui fait une augmentation de 643 %. Au 22 juillet 2006, l'album s'est vendu à 1 309 498 copies aux États-Unis.
L'album est certifié Disque de platine par le RIAA aux États-Unis. Shakira reçoit quatorze disques d'or pour les ventes d'Oral Fixation Vol. 2 dans les pays suivants :  Canada, Australie, Mexique, Autriche, Allemagne, Hongrie, Italie, Norvège, Portugal, Espagne, Suisse, Argentine, Chili, Inde, Grèce et Colombie, son pays natal.